# Paul Krenz
Paul Krenz est un bobeur allemand, né le 19 novembre 1991.

## Palmarès

### Championnats monde
- : médaillé de bronze en bob à 2 aux championnats monde de 2019.
- : médaillé de bronze en bob à 4 aux championnats monde de 2020.

### Coupe du monde
- 6 podiums  : 
  - en bob à 2 : 1 deuxième place.
  - en bob à 4 : 1 victoire, 2 deuxièmes places et 2 deuxièmes places.

#### Détails des victoires en Coupe du monde
| Édition   | Bob à 2 | Bob à 4    |
| 2018-2019 |         | Winterberg |